# 本多侃士
本多 侃士（ほんだ かんじ、1899年1月21日 - 1974年8月19日）は日本の物理学者。東京大学名誉教授。工学博士。専門は雷の発生原因となる高圧放電現象の研究。

## 来歴
長野県下水内郡飯山町（現飯山市）生まれ。一家で仙台市に移り、旧制宮城県立仙台第二中学、旧制第二高等学校を経て、大正12年（1923年）東京帝国大学工学部電気工学科卒業。同年理化学研究所西研究室に入り、昭和6年（1931年）東大理学部非常勤講師、昭和12年（1937年）助教授、昭和14年（1939年）教授となり工業物理学講座担当。昭和19年（1944年）理研主任研究員となり本多研究室を開設。この間日本学術振興会特別委員会委員、学術研究会議研究班長を務めた。昭和28年（1953年）東京農工大学教授を併任。昭和34年（1959年）東大を退官し名誉教授、のち東京電機大学教授などを務めた。
コロナ放電、ストリーマの研究などの業績をあげ、X線管の技術改善にも尽し、X線管協議会を主催した。

## 著書
- （共著）「気体中の放電」オーム社 1936年
- （共著）「電子とその作用」オーム社 1949年
- 「気体放電現象」 東京電機大学出版部 1964年